# Sphex opacus
Sphex opacus là một loài côn trùng cánh màng trong họ Sphecidae, thuộc chi Sphex. Loài này được Dahlbom miêu tả khoa học đầu tiên năm 1845.